# Ataques com ricina de 2013
Em 16 de abril de 2013 um envelope com ricina endereçado para o senador de Mississippi Roger Wicker e para Barack Obama foi interceptado nas agências de análise de correspondências do Capitólio dos Estados Unidos e da Casa Branca em Washington, D.C., respectivamente.
Acredita-se que o veneno utilizado foi extraído de sementes de mamona.
As cartas incluíam as frases "No one wanted to listen to me before. There are still 'Missing Pieces.' Maybe I have your attention now even if that means someone must die. This must stop. To see a wrong and not expose it, is to become a silent partner to its continuance." e "I am KC and I approve this message."
Em 17 de abril de 2013 agentes do FBI detiveram Paul Kevin Curtis, acusado do ato. Curtis foi acusado de atentado à integridade física do Presidente e outros oficiais do governo. Pensou-se que Curtis tinha personalidade bipolar e acreditava numa conspiração do governo de vender partes de corpos.